# 中華民國—寮國關係
中華民國與寮王國於1958—1962年有正式外交关系，斷交後，目前沒有與現今的寮人民民主共和國互設具大使館功能的代表機構，對寮國的相關事務由駐越南台北經濟文化辦事處兼轄。

## 政治

### 外交

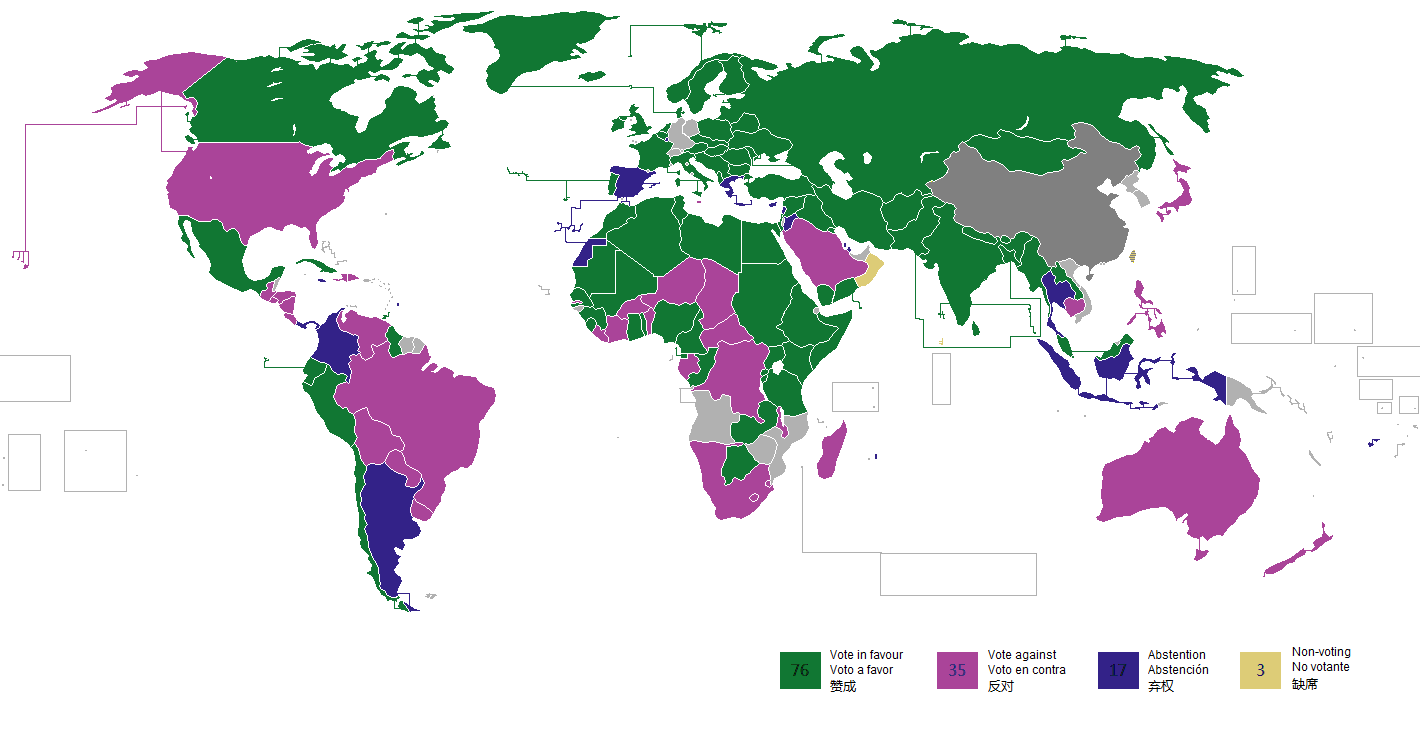
綠色國家表示在1971年的投票中反對中華民國續留聯合國，即《聯合國大會2758號決議》，其中包括當時的寮王國。

1958年11月17日，中華民國決定在寮國首都永珍設立领事馆。 
1959年1月5日，中华民国驻永珍领事馆開館。2月，派駐領事。
1960年聖誕節，民航空運公司有一班至緬甸北部的包機轉包給華航，空軍情報署長衣復恩請這班飛機於回程時去寮王國永珍探一探陸路交通不便的寮王國的航空交通市場。執行任務的任歌樵在當地接了幾筆包機生意，三天內帶回三萬多美元。1961年1月1日，駐寮空軍武官林乃順拍電報給衣復恩報告華航取得兩條航線的合同。衣復恩立即告訴楊道古，並派烏鉞率領兩架C-47飛機，23名空地勤人員進駐永珍，任務代號是「北辰小組」。除了將飛機與機組人員租給飛霞航空公司（Cie Veha Akat）提供寮王國境內的空中交通之外，也替美國中情局運送特種部隊。1962年，寮國皇家航空公司（Royal Air Lao）也開始向華航租機組人員。這些生意一直持續到1975年寮王國滅亡。
1962年2月9日，领事馆升格为总领事馆。
1962年5月14日，老挝政府親美的首相歐謨亲王抵臺訪問。16日，歐謨宣布与中华民国建立大使級外交關係，並互設大使館、互派大使。6月，寮國成立新政府，由支持與中华人民共和国建交的梭发那·富马亲王出任首相。
1962年9月2日，老挝联合政府宣布承认中华人民共和国。9月7日，与中华人民共和国建交、與中華民國断交。兩國的大使級外交關係僅維持三個多月，寮國駐中華民國大使亦未到任。
1971年10月25日，寮國投票反對中華民國續留聯合國，即《聯合國大會2758號決議》。
1994年10月7日，簽署《中華民國台灣郵政總局與寮國郵政總局間關於國際快捷郵件瞭解備忘錄》。

## 經濟

### 背景
寮國北鄰中華人民共和國，又是內陸國家，國家安全需仰賴其幫助。有此地緣關係，所以中華人民共和國是寮國第2大貿易夥伴，僅次於泰國，亦是寮國第3大外資來源，僅次於越南及泰國。中華人民共和國也是主要政府开发援助（Official Development Assistance）的提供國家之一，經濟發展要倚靠中華人民共和國，因此對與中華民國拓展關係戒慎恐懼、心態保守，對中華民國並不友好。寮國雖已成為世界貿易組織（WTO）會員，但對與中華民國發展關係仍持審慎態度，以免碰觸寮國與中華人民共和國的敏感關係。也因此，兩國互訪交流活動，特別是官方層面仍屬有限，因而雙方迄今未互設辦事機構。

### 貿易
| 年分 | 貿易總額   | 貿易總額 | 貿易總額 | 出口至寮國 | 出口至寮國 | 出口至寮國 | 自寮國進口 | 自寮國進口 | 自寮國進口 | 順逆差  |
| 年分 | 金額       | 年增減   | 排名     | 金額       | 年增減     | 排名       | 金額       | 年增減     | 排名       | 順逆差  |
| ---- | ---------- | -------- | -------- | ---------- | ---------- | ---------- | ---------- | ---------- | ---------- | ------- |
| 2017 | 22,307,177 | ▲5.9%    | 124      | 6,742,598  | ▲74.5%     | 134        | 15,564,579 | ▼9.5%      | 107        | 逆差▼   |
| 2018 | 20,568,900 | ▼7.8%    | 130      | 5,937,794  | ▼11.9%     | 141        | 14,631,106 | ▼6.0%      | 104        | 逆差▼   |
| 2019 | 23,207,034 | ▲12.8%   | 125      | 10,113,745 | ▲70.3%     | 127        | 13,093,289 | ▼10.5%     | 103        | 逆差▼   |
| 2020 | 18,421,565 | ▼20.6%   | 126      | 6,000,614  | ▼40.7%     | 134        | 12,420,951 | ▼5.1%      | 105        | 逆差▲   |
| 2021 | 24,266,521 | ▲31.7%   | 123      | 8,621,280  | ▲43.7%     | 132        | 15,645,241 | ▲26.0%     | 104        | 逆差▲   |
| 2022 | 21,642,385 | ▼10.8%   | 129      | 5,993,698  | ▼30.5%     | 144        | 15,648,687 | ▲0.0%      | 105        | 逆差▲   |
| 2023 | 24,636,975 | ▲13.8%   | 123      | 6,326,264  | ▲5.5%      | 135        | 18,310,711 | ▲17.0%     | 100        | 逆差▲   |
| 2024 | 63,805,310 | ▲159.0%  | 97       | 37,250,162 | ▲488.8%    | 91         | 26,555,148 | ▲45.0%     | 97         | 順差 -- |

2023年的兩國貿易項目如下：
出口至寮國的前10大項目為：合成纖維絲紗梭织物；調製顏料、乳光劑、琺瑯、釉、釉底料、光澤液與類似調製品；針織或鉤針織品；診斷或實驗用有底襯之試劑或配製試劑，以及檢定參照物；鋼鐵線製布、柵、網與籬；鞋靴零件、綁腿、護腿；雷达器具、無線電導航器具與遙控器具；活植物、插穗與裔芽、菇類菌種；特殊物品，含出口未超過5萬新臺幣之小額報單與其他零星物品；理化分析用儀器與器具、計量或檢查粘性、多孔性、膨脹性、表面张力與類似性能之儀器與器具，計量或檢查熱量、音量或光之儀器與器具、理化分析用切片機等。
自寮國進口的前10大項目為：木材；礦物或化學鉀肥；穀類；淀粉、菊糖；男用與男童用襯衫；電話機（包括智能手机），以及其他傳輸或接收聲音、圖像之有線或无线网络通訊器具；加工之雜糧穀粒或胚芽；咖啡、咖啡荳殼與荳皮、含咖啡成分之代替品；刮鬍前後用劑、身體除臭劑、洗浴用劑、脫毛劑與其他未列名之香料製劑、化妝品或盥洗用製劑、室內除臭劑；皮革面鞋靴等。

### 投資
根據中華民國經濟部投資審議司統計，截至2023年，臺商赴寮國總投資金額約1.29億美元，計有15件；寮國赴臺灣總投資金額約80.3萬美元，計有5件。另根據寮國計劃暨投資部投資促進局統計，截至2021年，臺商赴寮國總投資金額約1.21億美元，計有76件。
自1989年起，中華民國開放寮國為直接貿易國家，臺商在寮國投資以中小型企業為主，投資金額不大。根據寮國官方統計，截至2023年，在寮國的臺商約100人，大部分集中於首都永珍地區。投資類別包括：紡織、塑料、造紙、旅館、小家電、木材開發、商貿開發、礦產開發等。另根據經濟部投資審議司統計，臺商投資類別包括：制造业（成衣與服飾品、木竹品、基本金屬品、电子计算机、電子產品與光學品）、營造、批發與零售、金融與保險、不動產等。臺商較大規模工廠「唯一製衣廠」，即在永珍設廠，員工人數約500人，主要為歐美服飾品牌代工生产單一款式男性襯衫。
臺商與寮國政府共同開發的「VITA Park」，投資計畫主要集中在工業（紡織、製鞋、成衣、自行車、電子零組件等）、商业（零售商店、貿易中心、商辦大樓等）、服務業（訓練中心、学校、醫院、旅館等）。

### 臺商組織／臺資銀行
寮國臺灣商會聯合總會於2010年1月獲寮國政府同意後成立，截至2023年的會員人數近百人。
臺灣的第一商業銀行、國泰世華商業銀行在寮國設有分行。

### 交流
2014年3月，在中華民國對外貿易發展協會（外貿協會）的邀請下，寮國重要商會及大型企業首度組團訪問臺灣，進行破冰之旅。訪問團是由寮國商工總會（LNCCI）副會長帶領訪問4天，參加在南港展覽館舉行的「全球採購夥伴大會」與「前進寮國拓展市場研討會」，並與外貿協會簽署合作備忘錄，以加強雙邊經貿合作關係。
駐泰國台北經濟文化辦事處經濟組於2017年前往寮國並會見經貿官員，就加強雙邊經貿往來與在多邊国际组织架構下互動以及交流事宜交換意見，雙方均希望進一步促成彼此業者之商業合作契機。中華民國經濟部投資業務處亦率團前往寮國，會見寮國商工總會與相關官員。
2023年10月，寮國多名中央與地方官員應在寮國的臺灣企業邀請抵臺訪問。

## 簽證

持中華民國護照的中華民國國民簽證要求分布圖：入境寮國可以落地簽證／電子簽證。

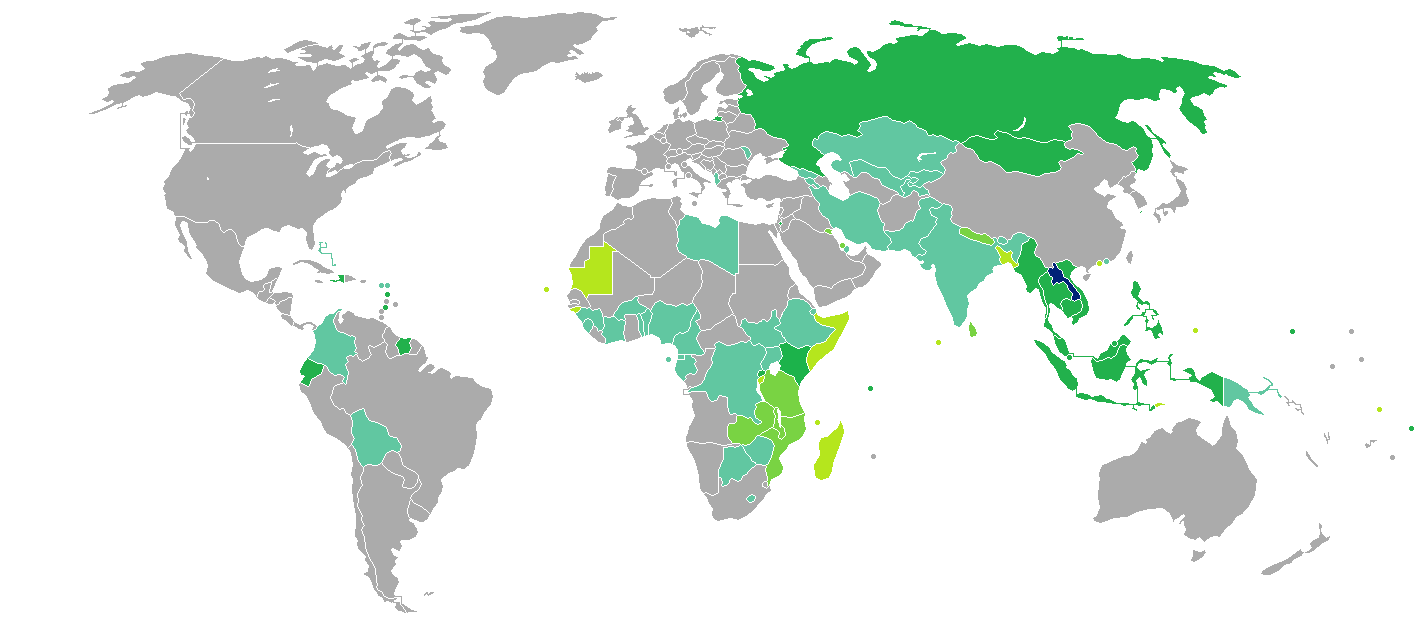
持寮國護照的寮國國民簽證要求分布圖：入境中華民國需要簽證。

兩國國民皆須申請簽證方可入境對方國家。持有中華民國護照的中華民國國民可至寮國駐外館處申請入境簽證，亦可申請落地簽證或電子簽證，單次停留最多30天。
持有寮國護照的寮國國民符合特定要求者，可透過中華民國政府的「東南亞國家人民來臺先行上網查核」申請免簽證，停留最多14天；抵台參加團客旅遊，或由中央政府機關主辦、協辦或贊助之國際會議、運動賽事、商展或其他活動，則可以電子簽證入境中華民國，停留最多30天並不得延期。

## 交通

### 航空

#### 客運
長榮航空曾經提供臺北↔永珍兩地直航班機，但已於2007年停航。
兩國無直航班機，可經由（不計航點遠近，截至2023年6月19日）：
- 台北松山→上海-浦東、重慶[註 1]、杭州、溫州，再轉機前往寮國的國際機場。
- 台北桃園→上海-浦東、重慶、廣州、杭州、長沙、溫州、南寧（暫停飛寮國）、昆明、常州、首爾-仁川、釜山、大邱（季節性飛寮國）、河內、胡志明市、金邊、吳哥、新加坡、吉隆坡（*2023年8月1日復航寮國）、曼谷-蘇凡納布、曼谷-廊曼、清邁→寮國。
- 台中→廣州、昆明、首爾-仁川、河內、胡志明市→寮國。
- 台南→胡志明市→寮國。
- 高雄→上海-浦東、廣州、杭州、長沙、昆明、首爾-仁川、釜山、河內、胡志明市、新加坡、吉隆坡*、曼谷-蘇凡納布、清邁→寮國。
- 花蓮→首爾-仁川（**包機飛花蓮）、釜山**→寮國。

## 外部連結
- 中華民國外交部－寮人民民主共和國簡介 （页面存档备份，存于）
- 駐越南台北經濟文化辦事處
- 外交部領事事務局－國外旅遊警示分級表
- 中華民國衛生福利部－國際旅遊疫情建議等級
- 中華民國國際經濟合作協會 （页面存档备份，存于）
- 寮國臺灣商會聯合總會的Facebook專頁